# ラプラスの方法
数学においてラプラスの方法（らぷらすのほうほう、英: Laplace's method）とは、ピエール＝シモン・ラプラスにちなんだ積分
{\displaystyle \int _{a}^{b}e^{nf(x)}\,dx}
の近似に用いられる方法。ここで f(x) は二回連続微分可能な関数、n は大きな数で、端点 a, b は有限でなくともよい。この方法は Laplace (1774) で初めて用いられた。

## ラプラスの方法のアイディア

関数 f(x) = sin(x)/x は原点 0 において最大値をとる。被積分関数 e'nf(x) を n = 0.5 のとき（上図）と n = 3 のとき（下図）に青色で示した。数 n が大きくなるにつれて、被積分関数のガウス関数（赤色）による近似がよくなる。この観察がラプラスの方法の背後にある。

関数 f(x) が点 x0 においてのみ最大値をとると仮定する。数 n に対して、次の関数を考える。
{\displaystyle {\begin{aligned}g(x)&=nf(x)\\h(x)&=e^{nf(x)}\end{aligned}}}
点 x0 において関数 g と h も最大値をとることに注意する。また、このとき
{\displaystyle {\begin{aligned}{\frac {g(x_{0})}{g(x)}}&={\frac {nf(x_{0})}{nf(x)}}={\frac {f(x_{0})}{f(x)}}\\{\frac {h(x_{0})}{h(x)}}&={\frac {e^{nf(x_{0})}}{e^{nf(x)}}}=e^{n(f(x_{0})-f(x))}\end{aligned}}}
である。
数 n が大きくなるにつれて h の比は指数的に大きくなる一方で g の比は変化しない。したがって、関数の積分における支配的な寄与は点 x0 の近傍における点 x のみから来るため近似ができる。

## 厳密な主張
f(x) は区間 [a, b] 上の二回連続微分可能な関数で、ある点 x0 ∈ (a, b) でのみ
{\displaystyle f(x_{0})=\max _{a\leq x\leq b}f(x),\quad f''(x_{0})<0}
を満たすと仮定する。このとき
{\displaystyle \int _{a}^{b}e^{nf(x)}\,dx\sim e^{nf(x_{0})}{\sqrt {\frac {2\pi }{n|f''(x_{0})|}}}\qquad (n\to \infty )}
である。（ここで ∼ は両辺の比が n → ∞ の極限で 1 に収束することを意味する。）

## 他の定式化
ラプラスの方法は
{\displaystyle \int _{a}^{b}g(x)e^{nf(x)}\,dx\sim g(x_{0})e^{nf(x_{0})}{\sqrt {\frac {2\pi }{n|f''(x_{0})|}}}\qquad (n\to \infty )}
と書かれることもある。

## 例：スターリングの公式
ラプラスの方法はスターリングの公式
{\displaystyle n!\sim n^{n}e^{-n}{\sqrt {2\pi n}}\quad (n\to \infty )}
の導出に用いることができる。ガンマ関数の定義から
{\displaystyle n!=\Gamma (n+1)=\int _{0}^{\infty }e^{-t}t^{n}\,dt}
が得られる。変数変換 t = nx を考えると dt = ndx ゆえ
{\displaystyle {\begin{aligned}n!&=\int _{0}^{\infty }e^{-nx}(nx)^{n}n\,dx\\&=n^{n+1}\int _{0}^{\infty }e^{-nx}x^{n}\,dx\\&=n^{n+1}\int _{0}^{\infty }e^{-nx}e^{n\ln x}\,dx\\&=n^{n+1}\int _{0}^{\infty }e^{n(\ln x-x)}\,dx.\end{aligned}}}
この積分はラプラスの方法が適用できる形である。いま f(x) = ln x − x とおけば、これは二階微分可能で、
{\displaystyle f'(x)={\frac {1}{x}}-1,\quad f''(x)=-{\frac {1}{x^{2}}}.}
よって関数 f(x) は点 x0 = 1 でのみ最大値 f(x0) = −1 をとり、f′′(x0) = −1 である。したがって
{\displaystyle n!\sim n^{n+1}e^{-n}{\sqrt {\frac {2\pi }{n}}}=n^{n}e^{-n}{\sqrt {2\pi n}}\quad (n\to \infty )}
となる。